# Sulenopsis chrysovittata
Sulenopsis chrysovittata är en skalbaggsart som beskrevs av Stefan von Breuning 1957. Sulenopsis chrysovittata ingår i släktet Sulenopsis och familjen långhorningar.
Artens utbredningsområde är Madagaskar. Inga underarter finns listade i Catalogue of Life.